# Strychnos odorata
Strychnos odorata är en tvåhjärtbladig växtart som beskrevs av A. Cheval.. Strychnos odorata ingår i släktet Strychnos och familjen Loganiaceae. Inga underarter finns listade i Catalogue of Life.